# Arizonas flagga
Arizonas flagga antogs 1917 efter det att Arizona blivit amerikansk delstat 1912. Den kopparfärgade stjärnan symboliserar den rika förekomsten av koppar, och färgerna blå, gul och röd är en sammanfogning av de amerikanska och spanska flaggorna.